# Sanseviera
Sanseviera (Sansevieria) je rod vytrvalých rostlin z čeledi chřestovitých, s různým stupněm listové sukulence. Jsou příbuzné agáve. Starší český název je tenura. Nyní se na základě molekulárních fylogenetických analýz řadí do rodu dračinec. Některé druhy jsou pěstovány jako textilní rostliny pro kvalitní vlákno. Patří sem jedna z nejznámějších a nejodolnějších pokojových rostlin Sansevieria trifasciata, tzv. tchynin jazyk. Nově jsou malé druhy objektem sběratelského zájmu specialistů sukulentářů. Je známo asi 80 druhů a stále jsou objevovány nové taxony.

## Výskyt
Rod Sansevieria je původní zejména v Africe, s centry v Keni a Tanzanii, dále na Arabském poloostrově, zejména v Jemenu, v jižní Asii a na Komorách, v Indii, na Srí Lance a v Barmě. Některé druhy jsou ve volné přírodě v subtropických zemích. Druhotně je introdukována v Americe. Silně sukulentní druhy pochází z aridních a semiaridních oblastí, slabě sukulentní z vlhčích tropických oblastí.

## Popis

### Stonky
Sanseviery jsou vytrvalé byliny. Mohou být až 2 m vysoké, mnoho druhů je však spíše drobnějších. Jsou polykarpické, rostlina po odkvětu nezaniká (na rozdíl od příbuzné agáve). Stonek je většinou zakrslý nebo silně redukovaný a listy vytváří přízemní růžice. Několik druhů má běžný stonek s dlouhými internodii, např. Sansevieria bagamoyensis, Sansevieria downsii, listy jsou pak střídavé, přisedlé až objímavé. Listy jsou protáhlé až mečovité, někdy člunkovité. Několik druhů má listy svinuté tak, že vytváří na průřezu dužnatý kruh. Je to např. často pěstovaná Sansevieria cylindrica, dále S. bacularis, S. erythraeae, S. singularis, z menších druhů S. stuckyi, S. eilensis. Listy mohou tvořit rozprostřenou růžici, nebo u některých druhů rostou téměř kolmo vzhůru. Okraj listů je celokrajný, hladký, špička listu může tvořit ostrý hrot. Vyznačují se charakteristickou, tzv. hadí kresbou z tmavších pásů složených z drobných čar na světlejším podkladu.

### Květy
Drobné květy jsou uspořádány v řídkých latách na stvolech až 2 m dlouhých. Mají 6 užších okvětních lístků, často až nazad ohnutých. Jsou obvykle bílé až nazelenalé, ale mohou být i nažloutlé, narůžovělé až nafialovělé. Tyčinky jsou uspořádány ve dvou kruzích po třech a jsou velmi dlouhé a výrazné. Blizna je stejně nebo o něco více dlouhá. Některé druhy silně roní medovici a voní. Květy často opylují v noci můry. Květenství jsou terminální, vznikají z apikálního meristému a zastavují růst listové růžice, takže každá růžice kvete pouze jednou. Nicméně listová růžice může po odkvětu přežívat ještě více let. Na oddenku se vytváří další růžice a růst rostliny takto pokračuje. Plod je drobná, trojpouzdrá, dužnatá, oranžová až červená tobolka, s jedním semenem v každém segmentu.
Počet chromozomů je n = 20 nebo n = 21.

## Využití

### Textilní rostliny
Pro vlákno se pěstuje asi 20 druhů, a to i na plantážích, v Africe, Asii, ve střední Americe až na jihu USA. Technické vlákno je 0,5 až 1,5 m dlouhé, bílé až šedivé, pevné až zdřevnatělé. Je velmi kvalitní, ve vodě odolné, dokonce je ve vlhku pevnější. Může konkurovat jutě a sisalu. Používá se na rybářské sítě, lodní lana a hrubé vodoodolné textilie. Obchodní název vlákna je bowstring hemp. Sansevieria guineensis je nejrozšířenější, pochází nebo se pěstuje v Mexiku a v Africe. S. longiflora je původní v Africe, pěstuje se i na Jamajce a v USA. S. zeylanica roste na Srí Lance a v tropech Ameriky. Pro vlákno se pěstují známé pokojové rostliny, S. trifasciata ve Střední Americe, na Floridě i na Filipínách, S. cylindrica v hlavně v Africe. Další druhy pěstované pro vlákno jsou S. canaliculata, S. hyacinthoides, S. ehrenbergii, S. kirkii, S. liberica, S. roxburghiana, S. senegambica, S. subspicata.

### Léčivé rostliny
Sanseviery mají v slizu listů antisepticky působící látky, obdobně jako aloe. Například šťáva z listů Sansevieria ehrenbergii má silné antiseptické vlastnosti a je používány v tradiční medicíně při první pomoci, způsobuje i neuromuskulární blokádu. Listy S. trifasciata se používají proti bradavicím. Vařené listy dalších druhů se používají na vyrážky a vředy. Jako léčivo jsou používány také rozemleté nebo usušené a na prach rozdrcené oddenky.

### Pokojové rostliny
Sansevieria trifasciata, tzv. tchynin jazyk, patří mezi jedny z nejznámějších a nejodolnějších pokojových rostlin. Kromě základního botanického druhu byly vypěstovány panašované kultivary, např. cv. Laurentii se žlutým okrajem (někdy označovaná jako forma variageta), cv. Craigii má lemování velmi široké, někdy téměř přes celý list, cv. Bantels Sensation s listy s příčnými krémovými pruhy, cv. Silver Clou a cv. Plumbea mají listy v oblasti růstu bílozelené, níže tmavozelené bez příčné kresby, cv. Moonshine s nepravidelnou kresbou a další.
Skupina kultivarů s širokou přízemní růžicí krátkých listů se nazývá cv. Hahnii. Nesprávně je označována jako samostatný druh Sansevieria hahnii. Kultivar cv. Golden Hahnii má široké žluté lemování, cv. Silver Hahnii má stříbřité listy s tmavší kresbou. Panašování má odlišnou ploidní úroveň od zelené části listu. Tyto kultivary nelze udržet z listových řízků, ale pouze z oddělků oddenku. Z listového řízku vyroste pouze nepanašovaná rostlina.
Nověji je pěstována Sansevieria cylindrica s listy zcela svinutými do špičatého kůlovitého tvaru.
V Koreji jsou zasazené sansevérie slavnostním darem při obchodních jednáních a dalších příležitostech.

### Sukulentní rostliny
Menší druhy sukulentních sansevier jsou v poslední době objektem zájmu specialistů na sbírky sukulentních rostlin. Pěstují se botanicky čisté druhy a to včetně nově objevených, ještě platně nepopsaných taxonů.

## Pěstování
Sansevieria trifasciata snáší stín i plné slunce, sucho i pravidelnou zálivku. Zničit ji může jen trvalé přemokření při nízkých teplotách v době vegetačního klidu, pak dochází k hnilobě kořenů. Množí se obvykle dělením trsů. Lze zakořenit i jednotlivé listy, nebo jejích části.
Pěstitelské nároky drobných sukulentních druhů jsou obdobné jako u dalších sukulentů. Nabízí je specializované, většinou zahraniční firmy.

## Galerie

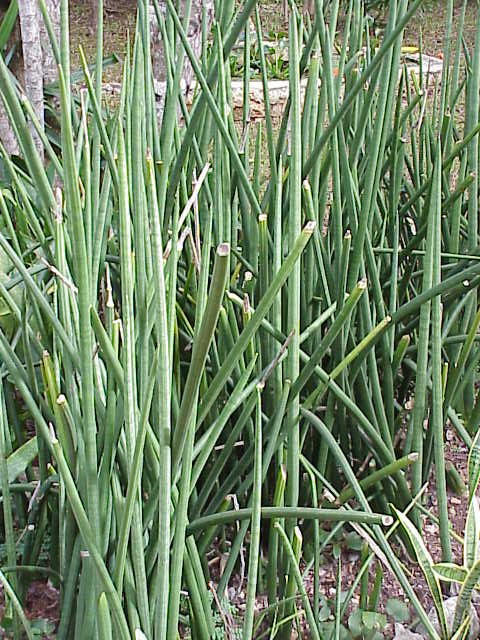
Sansevieria cylindrica má válcovité listy.
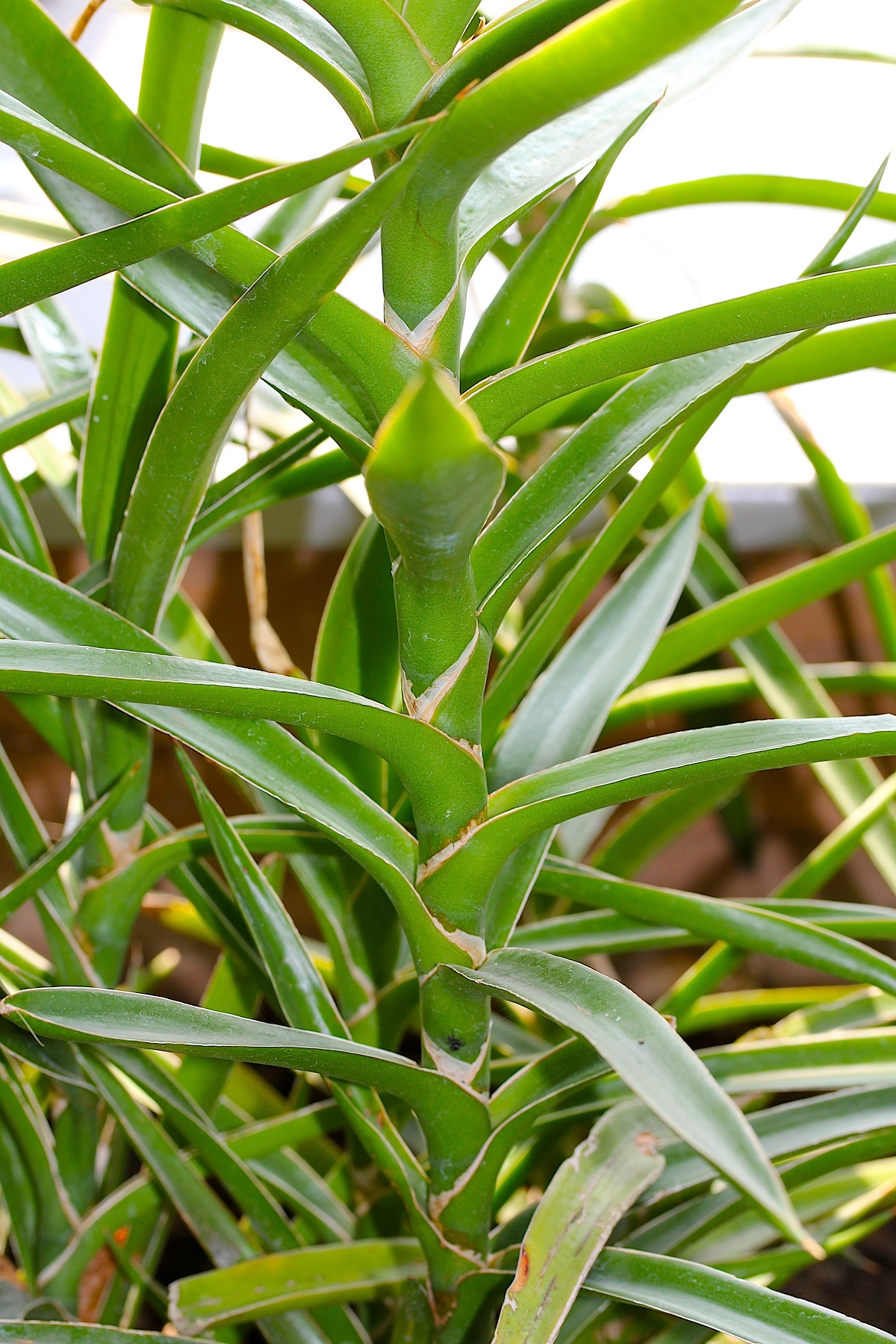
Sansevieria bagamoyensis má výrazné stonky.
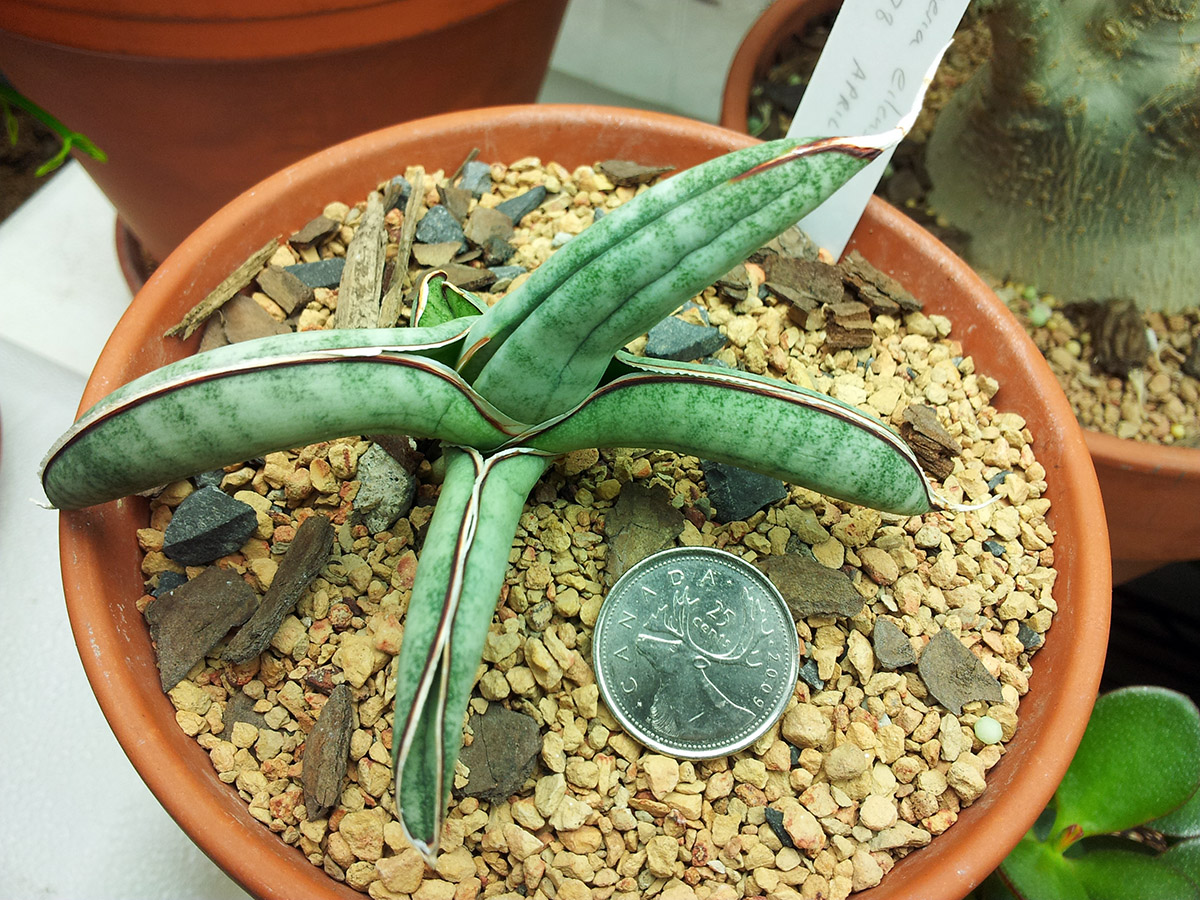
Sansevieria eilensis, miniaturní, silně sukulentní druh.
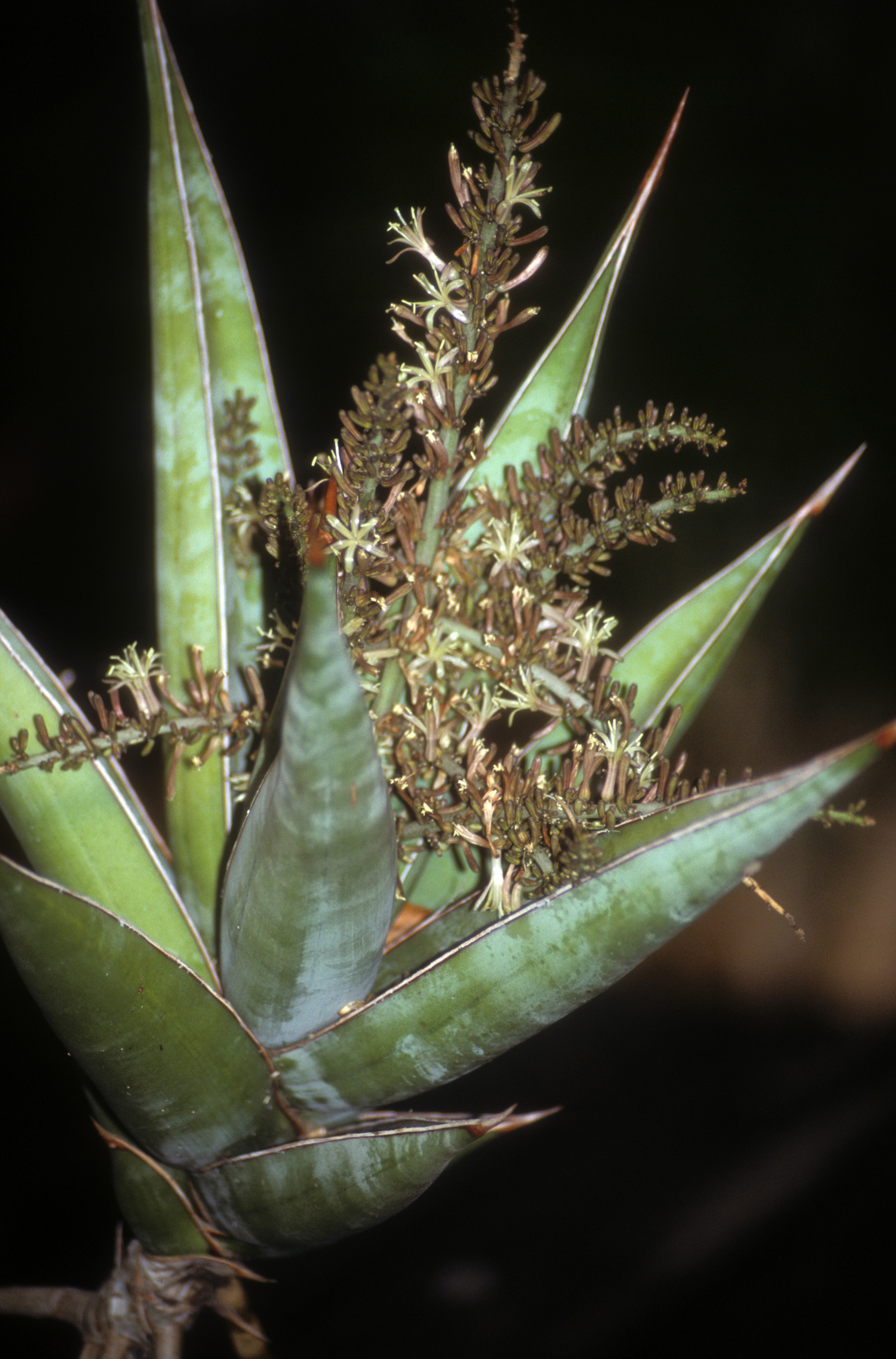
Sansevieria pinguicula je výrazný miniaturní druh.
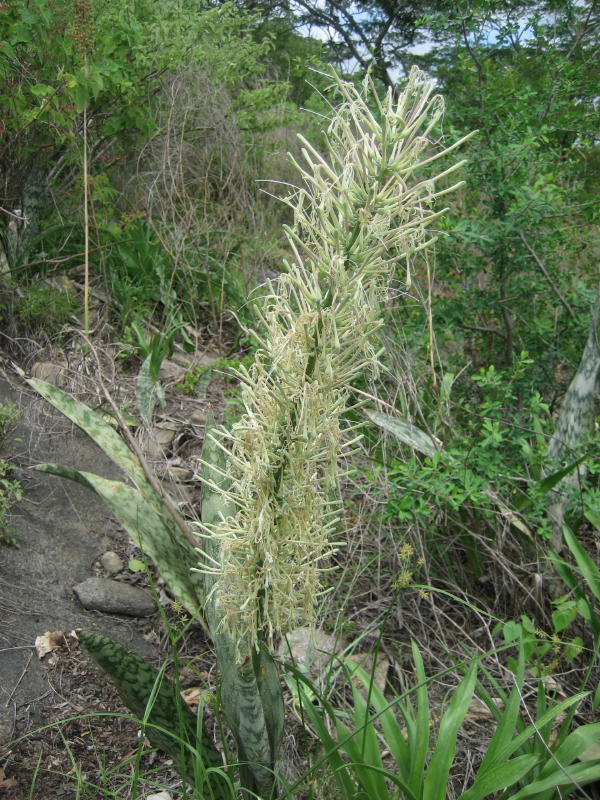
Sansevieria hyacinthoides má výrazné květenství.
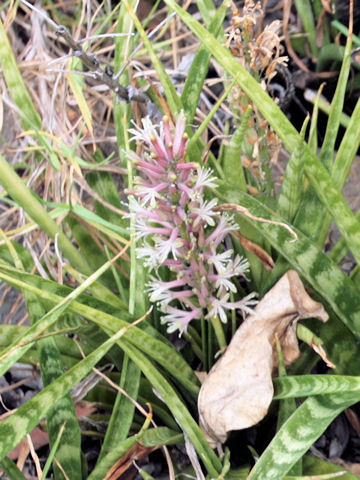
Sansevieria parva má vícebarevné květy.
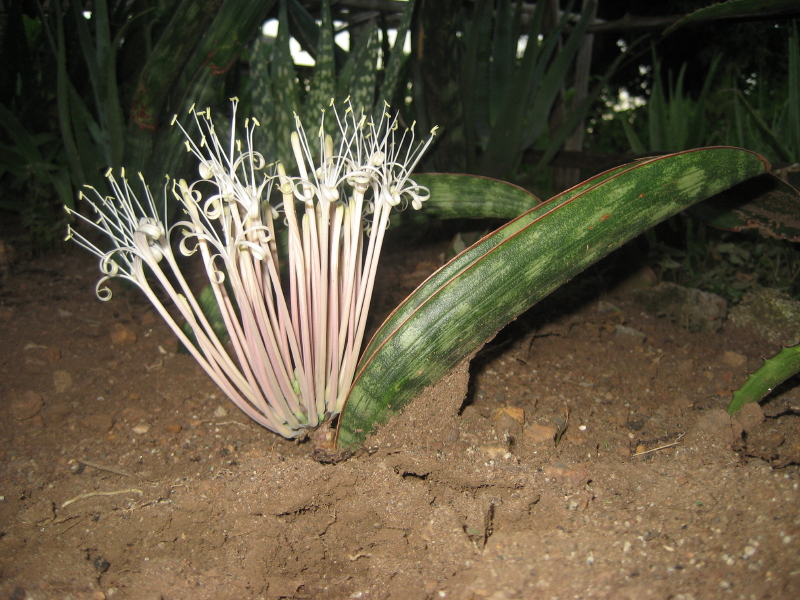
Sansevieria halli má zajímavé přízemní květenství a jen málo listů.
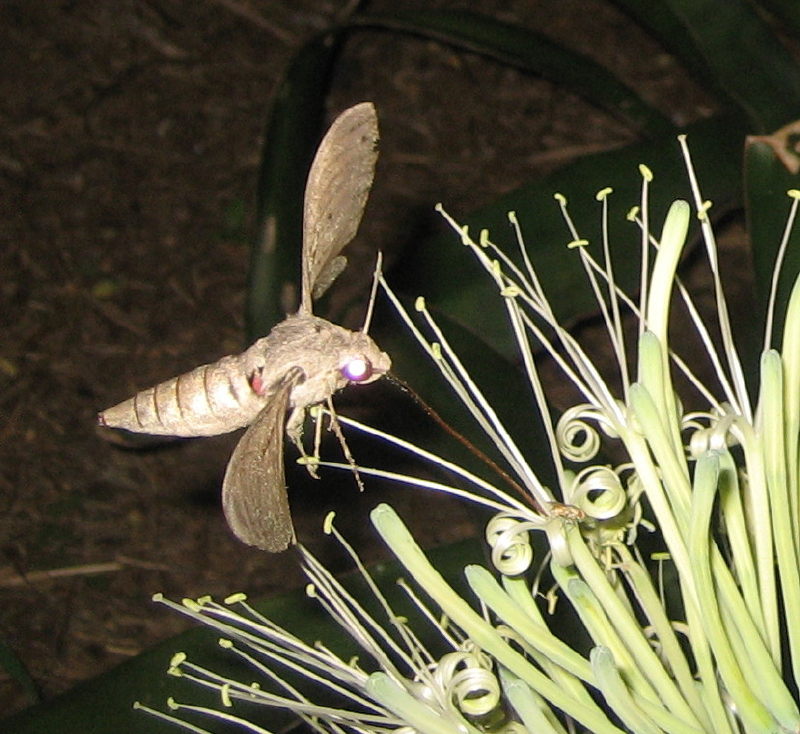
Sansevieria pedicellata s nočním opylovačem.
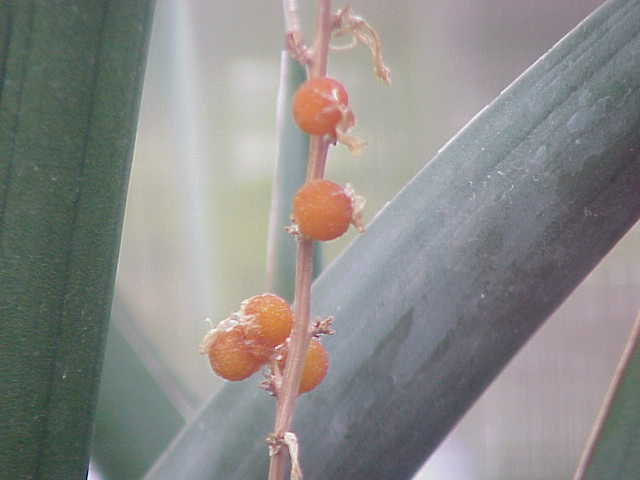
Sansevieria ehrenbergii, typické plody.
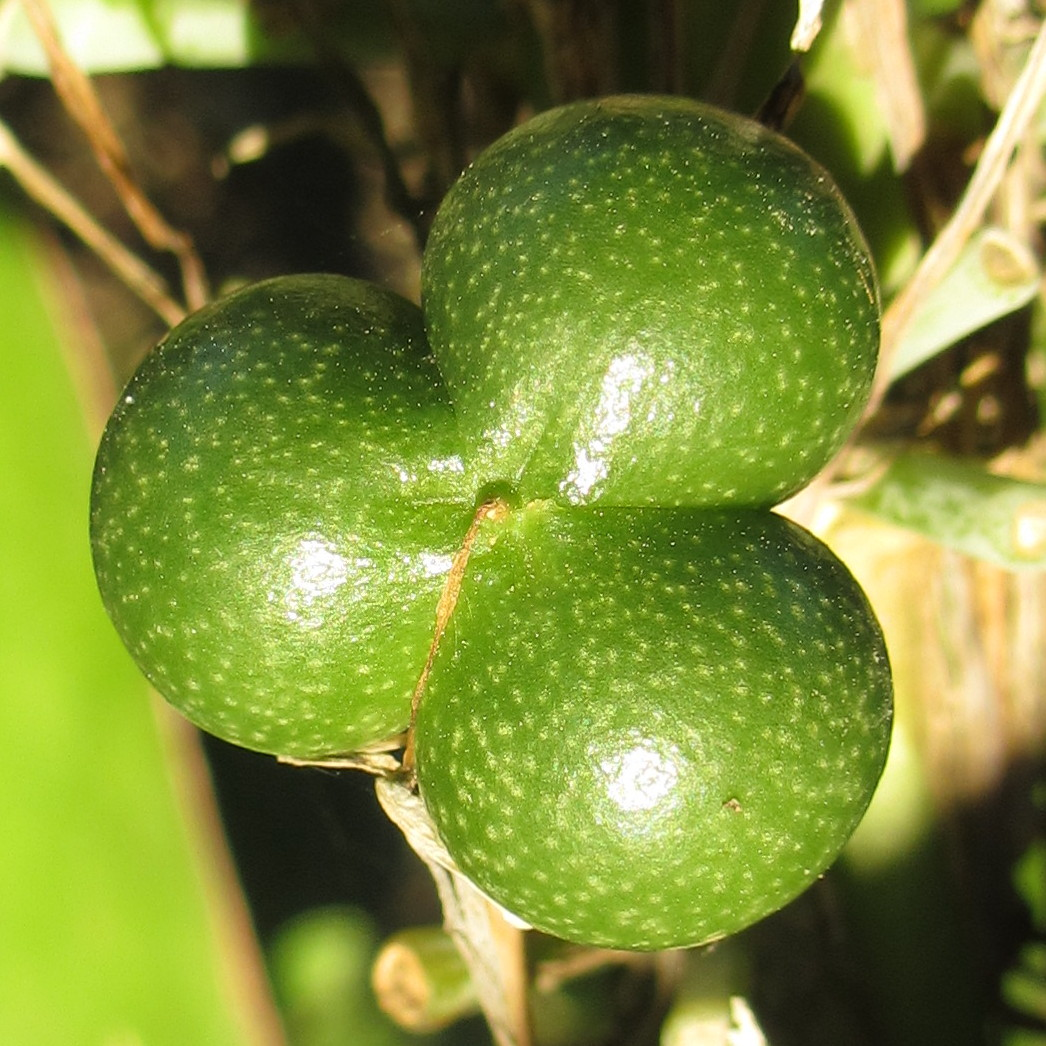
Sansevieria pedicellata , nezralý plod se zřetelnými třemi segmenty.
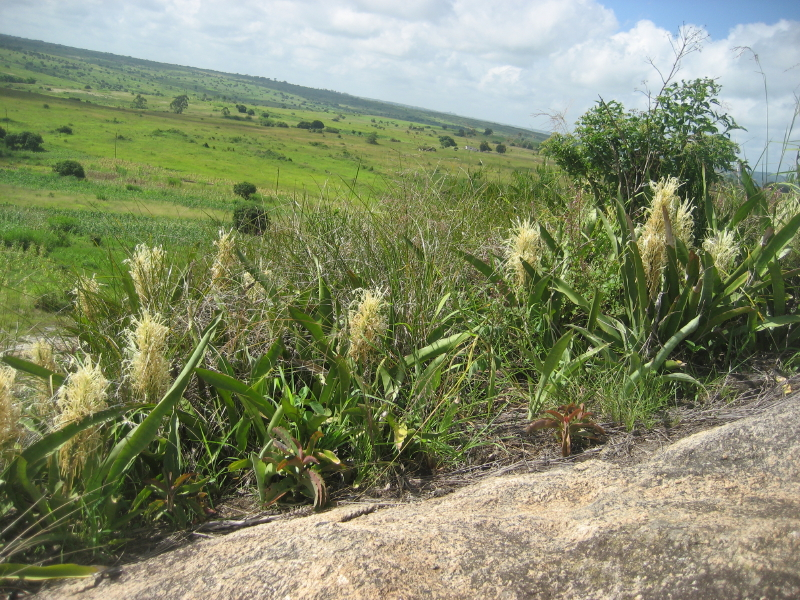
Krásná scenérie lokality Sansevieria pedicellata  s květy.